# Casuarius
Casuarius är ett släkte i familjen kasuarer (Casuariidae) i ordningen kasuarfåglar som omfattar fyra arter, varav en utdöd. Dessa marklevande fåglar har koboltblått fjäderlöst skinn på huvudet, på halsen slappt hängande karmosinröda hudflikar, en hjälmliknande stor kam beklädd av ett hornmaterial på huvudet och svart, tät och grov hårliknande fjäderdräkt. De har kraftiga ben och kan vid fara försvara sig med hjälp av kraftiga sparkar.

## Utseende
Kasuarerna har koboltblått fjäderlöst skinn på huvudet, en smal och trubbig näbb och uppe på huvudet finns en hård hjälmliknade kam, som är täckt av en hornartad massa och till hälften saknar fjädrar. De har vanligen en eller två karmosinröda hudflikar på halsen. Fjädrarnas fanstrålar saknar bistrålar som hos de flesta andra fåglar binder ihop fanstrålarna till en platt yta, ett så kallat fan. Därför ser kasuarens hårliknande täta, svarta fjäderdräkt lätt dunig ut jämfört med många andra fåglars blanka fjäderdräkt. Fåglarna har kraftiga ben, och tjocka, skarpa klor på sina tre tår. Den dolklika mittklon är dubbelt så lång som de övriga, ungefär 12 centimeter. Hjälmkasuaren som är den största av de tre arterna kan väga upp till 60 kg, och är inte bara den näst tyngsta fågeln efter struts utan också de tyngsta djur som förekommer i Nya Guineas skogar.

## Utbredning och systematik
Släktet Casuarius omfattar idag med tre nu levande arter och en känd utdöd art:
- Hjälmkasuar (Casuarius casuarius)
- Dvärgkasuar (Casuarius benetti)
- Enflikig kasuar (Casuarius unappendiculatus)
- Casuarius lydekkeri – utdöd

Kasuarerna förekommer främst i tropiska skogar på Nya Guinea men hjälmkasuaren som har det största utbredningsområdet förekommer även i nordöstra Australien samt i indonesiska Aruöarna och på Seram. Förmodligen är de två små öpopulationerna inplanterade av människan.
Tidigare placerades Casuarius som enda släktet i familjen kasuarer. Genetiska studier visar dock att den australiska emun, traditionellt kategoriserad i den egna familjen Emeiidae, är så pass nära släkt med kasuarerna att de numera förs till samma familj, Casuariidae. Även vilken ordning arterna ska klassificeras som har varit omdiskuterat. Från att liksom andra ratiter ha ansetts utgöra en och samma ordning, strutsfåglar (Struthioniformes), lyfts Casuariidae numera ut till en egen ordning, kasuarfåglar (Casuariformes)

## Levnadssätt
Kasuarer kan inte flyga, och de lever huvudsakligen på frukt som växer på låga grenar. De äter dock även svamp och mindre djur som sniglar, insekter, grodor och ormar. Man tror att en kasuar kan bli 40 eller 50 år gammal. Kasuarer är vanligen skygga fåglar som bor djupt inne i skogen och försvinner från platsen långt innan människan hinner upptäcka dem. För det mesta skrider kasuaren långsamt fram, men de kan springa i upp till 50 km/h och hoppa upp till 1,5 meter. De simmar även bra. Om de blir störda kan de sparka med sina starka ben och såra angriparen med de skarpa klorna.

### Häckning
Honorna lägger i varje kull tre till åtta stora, blekt blågröna ägg, som mäter ungefär 9 gånger 14 centimeter. Bara emun och strutsen lägger större ägg. Det är hannen som ruvar äggen i två månader, och sedan sköter om de brunrandiga ungarna i ytterligare nio månader. Ungarna har bara en antydan till kam på huvudet.

## Kasuarer och människan

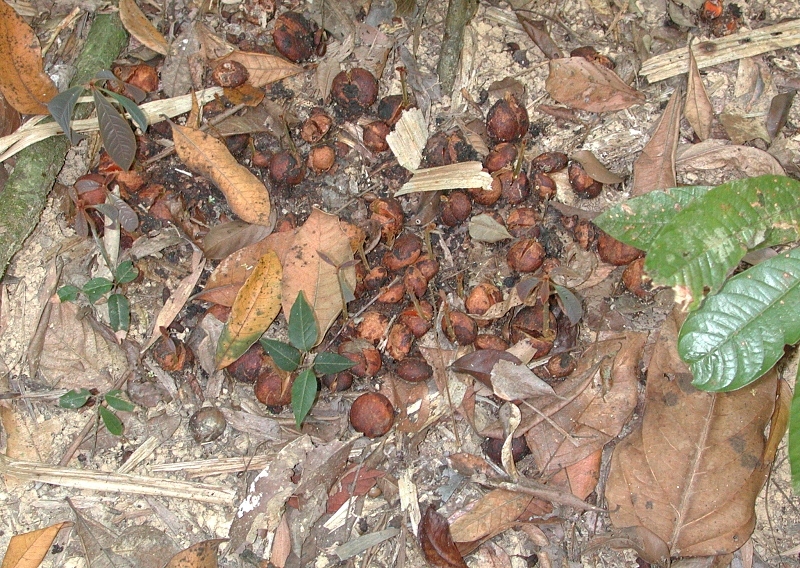
Kasuarspillning. Fotot taget i nationalparken i Mission Beach i Australien.

Kasuarerna har fått sitt trivialnamn ifrån dess malayiska namn kasuari. Arterna har historiskt varit viktiga bytesdjur för befolkningen och har spelat en mycket stor roll inom myter och berättelser. De har historiskt utgjort ett viktigt bytesdjur och än idag jagas den som föda. Deras hårliknande fjädrar är för många folkslag på Nya Guinea ett viktigt utsmyckningsinslag i kläder och huvudbonader.
Där kasuarernas naturliga habitat har förstörts, har en del individer lämnat regnskogen och förflyttat sig till områden i närheten av människan. Detta har orsakat konflikter särskilt med fruktodlare. På en del platser, såsom i Mission Beach i Queensland i Australien, har man utnyttjat fåglarnas närvaro för att locka turister.
På valören 20 Kina (valuta på Papua Nya Guinea) finns en avbildad kasuar.

### Status och hot
Jakttrycket är i vissa områden hårt, men det största hotet mot arterna är habitatförstöring. Tidigare kategoriserades hjälmkasuaren och enflikig kasuar som hotade av Internationella naturvårdsunionen (IUCN) eftersom de förlorat en stor del av sitt naturliga habitat. Sentida studier visar dock att de är vanligare än man tidigare trott och har därefter nedgraderats till den lägsta hotgraden, livskraftig.